# Piranshahr
Piranshahr o Piranshar (in curdo Pîranşar‎; in farsi: پیرانشهر, ) è una città dell'altopiano del Kurdistan nell'Iran occidentale situata nell'Azerbaigian Occidentale e capoluogo dell'omonimo shahrestān.
Piranshahr è una delle città più antiche dell'Iran e le sue fondamenta risalgono all'era pre-islamica dell'Iran e la nascita del regno di Medi.